# Andrés Bello (Mérida)
Andrés Bello è un comune del Venezuela situato nello Stato del Mérida.
Il capoluogo del comune è la città di La Azulita.